# Gianni Romoli
Gianni Romoli, all'anagrafe Giovanni Romoli (Roma, 18 luglio 1949), è uno sceneggiatore e produttore cinematografico italiano.

## Biografia
Si laurea in Lettere Moderne presso l'Università degli Studi di Roma "La Sapienza" nel 1973 con una tesi sull'"Avanguardia e sperimentazione cinematografica a Roma dal 1961 al 1968". Dopo la laurea parte per gli Stati Uniti dove trascorre quasi un anno. Tornato a Roma, entra qualche anno dopo come programmista responsabile nell'organizzazione del cineclub romano "L'occhio, l'orecchio e la bocca", una piccola sala cinematografica presa in gestione da amici a Trastevere, dove si proiettavano film e si proponevano spettacoli di teatro sperimentale. Qui Gianni Romoli può applicare le idee e le esperienze derivate dal suo soggiorno negli USA: parte l'idea di "maratona", la proiezione anche di otto film consecutivi nello stesso giorno, anche amatoriali e in super8, che fonde, in una sorta di Blob, generi, autori, temi affrontati e tecniche. Nel 1977 partecipa a Massenzio, una rassegna promossa dal comune di Roma. In tandem con Flavio Merkel, scrive 1000 quiz sul cinema, pubblicato nel 1981.
Alla fine degli anni settanta, Romoli incontra Giancarlo Giannini, che gli commissiona una sceneggiatura di un breve racconto horror Il piccolo assassino (Giannini cerca uno sceneggiatore alle prime armi che non costi molto). Romoli scrive diverse sceneggiature per Giannini. Giannini cambia poi genere e gli propone una commedia con la regia di Sergio Corbucci, Bello mio, bellezza mia del 1983. Inizia un lungo periodo di progetti che non vanno in porto ma che gli serviranno da apprendistato sotto la guida di Sergio Corbucci. Anche Sono un fenomeno paranormale (1985), un film con Alberto Sordi, non ha il successo sperato.
Dopo una breve collaborazione artistica, tra la cantautrice palermitana Giuni Russo ed il produttore Flavio Merkel, viene chiesto l'aiuto di Gianni Romoli, per la realizzazione della nuova sigla della rubrica televisiva e cinematografica Effetto Cinema di Flavio Merkel e Claudio Masenza, in onda su Rai Uno, tra il 1987 e il 1988. Per la nuova sigla, verrà scelto un brano inedito di Giuni, Diva divina, scritto da lei stessa, con l'ausilio di Romoli e di Maria Antonietta Sisini, per il quale verrà realizzato anche un videoclip musicale.
Vittorio Cecchi Gori gli chiede di scrivere un film che avrebbe dovuto produrre Dario Argento per Luca Verdone. Quando la regia de La setta passa da Luca Verdone a Michele Soavi inizia la collaborazione con Dario Argento. Il film uscirà poi nel 1991 e l'anno successivo Argento richiama Romoli a scrivere con lui la prima stesura di Trauma. È nello stesso periodo che Lamberto Bava chiede allo sceneggiatore di scrivere una fiction favolistica per Mediaset: Fantaghirò.
Nel 1994 Romoli apre una società di produzione con Tilde Corsi e Michele Soavi, la "Audi film", che produce Dellamorte Dellamore. Negli anni successivi continua a scrivere sceneggiature finché decide di non scrivere più per altri produttori, ma di dedicarsi come sceneggiatore solo a film che lui stesso produrrà. Con la sua casa produrrà anche film scritti da altri.
Nel 1999 con una nuova società, la R&C Produzioni, produce con Tilde Corsi e scrive con Ferzan Özpetek (un amico che aveva debuttato l'anno prima con Il bagno turco) il film Harem Suare. L'anno successivo esce Kippur di Amos Gitai e nel 2001 Le fate ignoranti, scritto e prodotto da Romoli sempre per Özpetek. Il film vince cinque Nastri d'argento di cui due vanno a Romoli, per miglior soggetto e per miglior produttore dell'anno.
Nel febbraio del 2003 scrive e produce un altro film di Ozpetek, La finestra di fronte. Del 2005, scrive e produce sempre con Özpetek il film Cuore sacro. Nel 2007 è la volta dell'ultimo film con la collaborazione di Özpetek, Saturno contro. Con la R&C Produzioni produce e supervisiona la realizzazione dei film, di Vincenzo Marra Vento di terra (2004) e di Il passato è una terra straniera (2008) di Daniele Vicari. Nel 2021 lavora con Özpetek alla realizzazione per Disney+ de Le fate ignoranti, reboot dell'omonimo film di successo del 2001.

## Filmografia

### Soggettista e sceneggiatore
- Bello mio, bellezza mia di Sergio Corbucci (1982)
- Sono un fenomeno paranormale di Sergio Corbucci (1985)
- Cartoline italiane di Memè Perlini (1986)
- Rimini Rimini di Sergio Corbucci (1987)
- Roba da ricchi di Sergio Corbucci (1988)
- Il tempo delle mele 3 di Claude Pinoteau (1988)
- Donne armate di Sergio Corbucci – miniserie TV (1989)
- Il ritorno di Ribot di Pino Passalacqua – miniserie TV (1991)
- Detective Extralarge – serie TV, episodio 1x03 (1991)
- Fantaghirò di Lamberto Bava – miniserie TV (1991)
- La setta di Michele Soavi (1991)
- Un inviato molto speciale – serie TV (1992)
- Fantaghirò 2 di Lamberto Bava – miniserie TV (1992)
- A tutte le volanti di Romolo Guerrieri – miniserie TV (1992)
- La scorta di Ricky Tognazzi (1993)
- Trauma di Dario Argento (1993)
- Fantaghirò 3 di Lamberto Bava – miniserie TV (1993)
- Dellamorte Dellamore di Michele Soavi (1994)
- Fantaghirò 4 di Lamberto Bava – miniserie TV (1994)
- Desideria e l'anello del drago di Lamberto Bava – miniserie TV (1995)
- Palla di neve di Maurizio Nichetti (1995)
- Sorellina e il principe del sogno di Lamberto Bava – miniserie TV (1996)
- Nitrato d'argento di Marco Ferreri (1996)
- Fantaghirò 5 di Lamberto Bava – miniserie TV (1996)
- Racket di Luigi Perelli (1997)
- La principessa e il povero di Lamberto Bava – miniserie TV (1997)
- Harem Suare, regia di Ferzan Özpetek (1999)
- Le fate ignoranti, regia di Ferzan Özpetek (2001)
- La finestra di fronte, regia di Ferzan Özpetek (2002)
- Cuore sacro, regia di Ferzan Özpetek (2005)
- Saturno contro, regia di Ferzan Özpetek (2007)
- 20 sigarette di Aureliano Amadei (2010)
- Allacciate le cinture, regia di Ferzan Özpetek (2014)
- Rosso Istanbul, regia di Ferzan Özpetek (2017)
- Napoli velata, regia di Ferzan Özpetek (2017)
- La dea fortuna, regia di Ferzan Özpetek (2019)
- Non mi uccidere, regia di Andrea De Sica (2021)
- Le fate ignoranti – serie TV (2022)
- Nuovo Olimpo, regia di Ferzan Özpetek (2023)

### Produttore
- Dellamorte Dellamore di Michele Soavi (1994)
- Nitrato d'argento di Marco Ferreri (1996)
- Argento puro di Pappi Corsicato – cortometraggio (1996)
- Harem Suare, regia di Ferzan Özpetek (1999)
- Kippur di Amos Gitai (2000)
- Le fate ignoranti, regia di Ferzan Özpetek (2001)
- Eden di Amos Gitai (2001)
- Una specie di appuntamento di Andrea Zaccariello – cortometraggio (2001)
- Wady Grand Canyon di Amos Gitai (2001)
- La finestra di fronte, regia di Ferzan Özpetek (2002)
- Vento di terra di Vincenzo Marra (2004)
- Vieni via con me di Carlo Ventura (2005)
- Contronatura di Alessandro Tofanelli (2005)
- Cuore sacro, regia di Ferzan Özpetek (2005)
- Saturno contro di Ferzan Özpetek (2007)
- L'ora di punta di Vincenzo Marra (2007)
- Il passato è una terra straniera di Daniele Vicari (2008)
- La siciliana ribelle di Marco Amenta (2009)
- 20 sigarette di Aureliano Amadei (2010)
- Allacciate le cinture, regia di Ferzan Özpetek (2014)
- Rosso Istanbul, regia di Ferzan Özpetek (2017)
- Napoli velata, regia di Ferzan Özpetek (2017)
- La dea fortuna, regia di Ferzan Özpetek (2019)
- Nuovo Olimpo, regia di Ferzan Özpetek (2023)